# Liste portugiesisch-schwedischer Städte- und Gemeindepartnerschaften
Diese Liste portugiesisch-schwedischer Städte- und Gemeindepartnerschaften führt die Städte- und Gemeindefreundschaften zwischen den Ländern Portugal und Schweden auf.
Nach dem EU-Beitritt Schwedens 1995 gingen portugiesische und schwedische Kommunen bisher vier Partnerschaften ein (Stand 2010).

## Liste der Städtepartnerschaften und -freundschaften
| Portugiesischer Ort | Schwedischer Ort | Seit | Anmerkung                                           |
| ------------------- | ---------------- | ---- | --------------------------------------------------- |
| Coimbra             | Lund             | 2007 | zuvor Kooperationsabkommen                          |
| Samuel              | Ockelbo          | 1995 | im Rahmen der European Charter – Villages of Europe |
| Santarém            | Lund             |      | Kooperationsabkommen                                |
| Sesimbra            | Oxelösund        | 1998 | im Rahmen der Douzelage                             |